# Neuron
 Ikke at forveksle med Nerve.
Et neuron (fra græsk: sene, nerve), også kaldet en nervecelle,  er en celletype i nervesystemet. 
De adskiller sig fra andre celler ved deres mange udløbere, kaldet dendritter og aksoner, og ved at være specialiseret i transmittering af signaler, dels elektrisk intraneuronalt og dels ved hjælp af transmitterstoffer interneuronalt, der virker på andre neuroners eller effektorvævenes receptorer (se for eksempel G-protein-koblede receptorer, GPCR og den motoriske endeplade). Af neurotransmittere kan nævnes serotonin, acetylkolin, dopamin, adrenalin og noradrenalin.
Formålet med hjernens netværk af neuroner er kommunikation og informationsbehandling.
I 2025 blev det offentliggjort i en artikel, at én enkelt neuron fra et menneske kan representere et enkelt begreb, objekt eller menneske (enkeltindivid), uanset sammenhængen.

## Opbygning
Neuroner er de centrale komponenter i hjernen og rygmarven i centralnervesystemet (CNS) samt ganglier i det perifere nervesystem (PNS). En typisk neuron består af et cellelegeme (soma), dendritter og et axon. Dendritter er tynde strukturer, der udspringer fra cellekroppen og ofte strækker sig flere hundrede mikrometer og forgrener sig flere gange. En Axon, også kaldet en nervefiber når de er myelinerede, udspringer fra cellen ved et sted kaldet axon højen og rejser op til en en meter i mennesker og endnu længere i andre arter.  En neurons cellekroppe har ofte flere dendritter, men aldrig til mere end ét Axon. Neuronets lange aksoner kan være omgivet af en isolerende fedtskede kaldet myelinskeden, som har til funktion at øge signaleringshastigheden.
Myelinskeden produceres og vedligeholdes i centralnervesystemet af oligodendrocytter og af Schwannske celler i det perifere nervesystem.
I de fleste tilfælde er neuroner genereret af særlige typer af stamceller. Det menes generelt, at neuroner ikke undergår celledeling, men nyere forskning hos hunde viser, at det i nogle tilfælde sker i nethinden. Astrocytter er stjerneformede gliaceller, der er også blevet observeret at blive til neuroner. Hos mennesker ophører neurogenese stort set i voksenalderen, men i to områder i hjernen, hippocampus og den olfaktoriske pære, er der beviser for generering af nye neuroner.

## Kommunikation mellem neuroner
En neuron behandler og sender oplysninger gennem elektriske og kemiske signaler. Nervecellernes signaler bygger på en spændingsforskel mellem nervecellens indre og ydre, kaldet membranpotentialet. Er neuronet i hvile, kaldes spændingsforskellen for hvilemembranpotentialet. Er ændringen i membranpotentialet tilstrækkelig stor, genereres en (alt-eller-intet) elektrokemisk puls kaldet et aktionspotentiale, som bevæger sig hurtigt langs cellens axon og aktiverer synaptiske forbindelser til andre celler.

## Neurontyper
Neuroner kan overordnet inddeles i projektionsneuroner Golgi type 1 med et enkelt langt akson, der kan kommunikere med andre regioner af nervesystemet, og interneuroner Golgi type 2 som kun befinder sig i en hjerneregion. Der er dog ikke skarp adskillelse mellem disse to typer.
Specialiserede neuroner omfatter: 1) sensoriske neuroner, der reagerer på berøring, lyd, lys og alle andre stimuli, der påvirker cellerne via vores sanser, som derefter sender signaler til rygmarven og hjernen som f.eks. de kemosensoriske neuroner, se lugtesansen; 2) motoriske neuroner, der modtager signaler fra hjernen og rygmarven, som bevirker muskelsammentrækninger og påvirker glandulare udgange; 3) interneuroner, der forbinder neuroner i den samme region i hjernen eller rygmarven.